# Lesław Ogielski
Lesław Ogielski (ur. 22 lipca 1914 we Lwowie, zm. 15 maja 1997 we Wrocławiu) – lekarz i lekarz weterynarii, profesor, nauczyciel akademicki Akademii Rolniczej we Wrocławiu.
Urodził się w rodzinie nauczycielskiej; po maturze we Lwowie w 1934 podjął studia weterynaryjne na lwowskiej Akademii Medycyny Weterynaryjnej. Pod koniec studiów, w 1939, podjął pracę w tamtejszej Katedrze Badania Środków Spożywczych u prof. dr Alfreda Trawińskiego. W 1940 uzyskał dyplom lekarza medycyny weterynaryjnej. Podczas okupacji uzyskał we Lwowie – na podziemnym studium doktoranckim – tytuł doktora. W czasie okupacji niemieckiej Lwowa (1941-1944) pracował jako kontroler szczepionki przeciwtyfusowej w Instytucie Badań nad Tyfusem Plamistym i Wirusami prof. Rudolfa Weigla (jego młodszy brat Wacław (1921-2008) był tam także zatrudniony – jako strzykacz i karmiciel wszy zarażonych).
Tytuł doktora został uznany w 1945 przez Radę Wydziału Weterynaryjnego we Wrocławiu, gdzie uzyskał także stanowisko adiunkta i gdzie wziął udział przy organizowaniu Katedry Badania Środków Spożywczych Uniwersytetu. Kierownikiem tej katedry mianowany został w roku 1948 i pozostał na tym stanowisku aż do przejścia na emeryturę 30 września 1984.
W 1952 ukończył dodatkowo studia na Wydziale Lekarskim Akademii Medycznej we Wrocławiu, uzyskując dyplom lekarza medycyny.
Pozostając pracownikiem naukowo-dydaktycznym Wyższej Szkoły Rolniczej uzyskał w 1955 tytuł docenta, profesora nadzwyczajnego w 1960, a zwyczajnego w 1971. Podczas swojej kariery naukowej i dydaktycznej był promotorem 21 prac doktorskich i 7 habilitacyjnych, kilkakrotnie pełnił też funkcje dziekana i prodziekana Wydziału Weterynaryjnego. Specjalizował się w badaniach w dziedzinie higieny i technologii przetwórstwa, chemii i analityki żywności i epidemiologii zatruć pokarmowych, brał też czynny udział w pracach nad ustawodawstwem sanitarno-żywnościowym, był rzecznikiem ścisłej międzynarodowej współpracy organów nadzoru weterynaryjnego.
Pochowany na Cmentarzu Osobowickim we Wrocławiu.

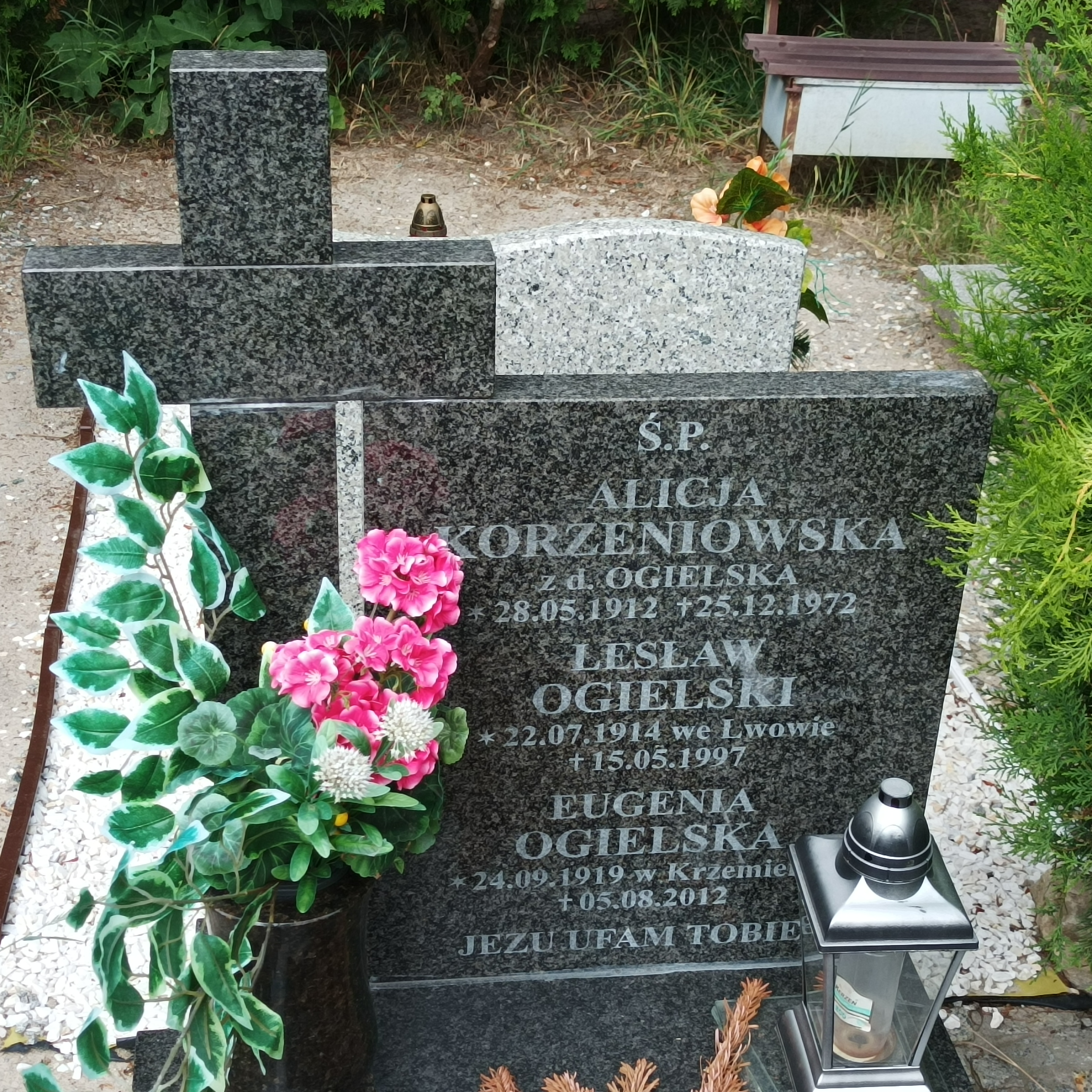
Grób prof. Lesława Ogielskiego na Cmentarzu Osobowickim